# Gápel
Gápel (něm. Gabel) je osada založená v 18. století, od roku 1960 část obce Valaská Belá, před rokem 1960 (kromě let 1873–1882) součást obce Zliechov.
V minulosti se proslavila zejména sklářskou výrobou. Za poslední 100 let se počet obyvatel radikálně snížil poté, co v roce 1956 došlo v místní sklárně k ukončení výroby a její provoz byl přesunut do Valaské Belé.